# Sam Millar

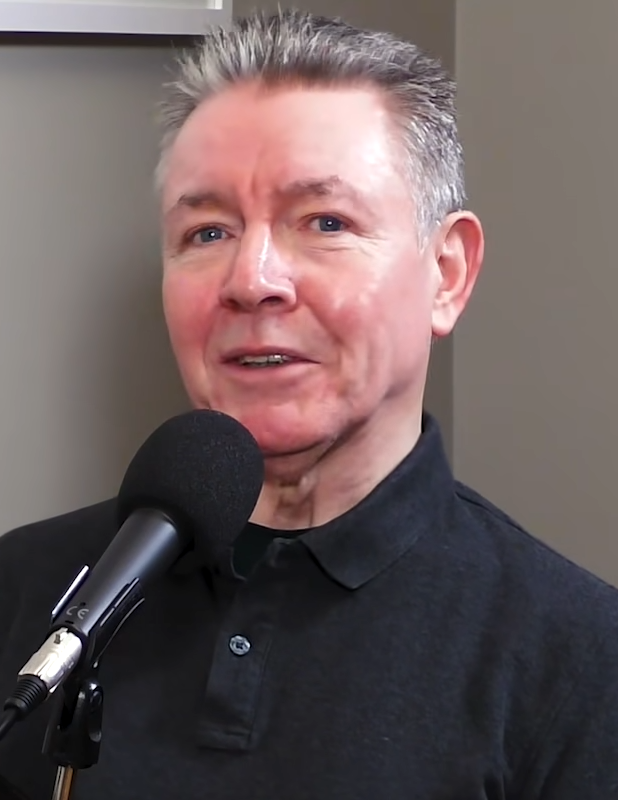
Sam Millar

Sam Millar (* 1955 in Belfast) ist ein nordirischer ehemaliger IRA-Aktivist und Krimi-Autor. Er ist der mutmaßliche Kopf hinter dem spektakulären Raubüberfall auf das Werttransportunternehmen Brink’s 1993.

## Leben
Sam Millar ist der Enkel eines Mitglieds des protestantischen Oranier-Ordens. Seine psychisch kranke Mutter verschwand spurlos, als er acht Jahre alt war. Nachdem er mit 15 Jahren die Schule verlassen hatte, arbeitete er in einem Schlachthof. Als er gemeinsam mit seinem Bruder 1972 Zeuge der gewalttätigen Ereignisse am sogenannten Bloody Sunday in Derry wurde, begann seine Radikalisierung.
Millar trat der IRA bei, beteiligte sich an der Planung eines Bombenattentats und wurde 1973 erstmals zu einer Haftstrafe verurteilt, von der er drei Jahre abbüßte. Bereits 1976 wurde Millar wieder verurteilt und kam in das Hochsicherheitsgefängnis Long Kesh, wo er sich dem Protest der Blanket-Man anschloss. Nach seiner Entlassung wanderte Millar 1984 illegal über Kanada in die USA ein. Er lebte in der Nähe von New York City und bestritt seinen Lebensunterhalt als Straßenverkäufer, Kartengeber und Portier, bevor er sich den Traum von seinem eigenen Comic-Laden erfüllte.
Als sich 1993 über seinen Freund Sam O’Connor eine Gelegenheit ergab, das Depot der Werttransportfirma Brink’s zu überfallen, erbeuteten die Komplizen 7,4 Millionen Dollar – der fünftgrößte Raubüberfall der amerikanischen Kriminalgeschichte.
Millar wurde gefasst, doch da ihm nur der Besitz gestohlenen Geldes, nicht jedoch der Raub zweifelsfrei nachgewiesen werden konnte, wurde er nur zu einer Haftstrafe von fünf Jahren verurteilt. Nach 16 Monaten wurde er aufgrund eines Abkommens zwischen den USA und Nordirland zur Verbüßung seiner restlichen Strafe nach Belfast überstellt. 1997 wurde er entlassen und begann mit dem Schreiben.

## Werk
Als Millar 2003 seine Autobiografie On The Brinks veröffentlichte, wurde sie ein Bestseller und Warner Bros. sicherte sich daran die Filmrechte. Als jedoch die Bush-Regierung dem Schriftsteller „Verherrlichung von Terrorismus“ vorwarf, zog sich die Firma wieder aus dem Projekt zurück. 2008 begann Millar mit Bloodstorm (deutsch: Die Bestien von Belfast) mit seiner Reihe um den Belfaster Privatdetektiv Karl Kane. 2009 folgte The Dark Place (deutsch: Die satten Toten) und 2013 Dead of Winter. Die ersten beiden Titel der Reihe erschienen 2013 auf Deutsch. Seine Romane bezeichnet er selbst als eine Mischung aus Gothic Horror und Krimi. Sein Held ist – wie er selbst – geprägt durch den Verlust der Mutter im Alter von acht Jahren, körperlicher Gewalt und Polizeiwillkür. „Sein von Schuldgefühlen geplagter Held, der Detektiv Karl Kane, entspricht dem Prototyp des Detektivs, den Raymond Chandler in ‚Die simple Kunst des Mordens beschreibt‘, …“ „Millar schreibt nicht mit erhobenem Zeige-, sondern mit ausgestrecktem Mittelfinger.“
Millar stand auf der Shortlist zum Grand prix de littérature policière, wurde mit dem Brian Moore Award und dem Aisling Award for Art and Culture ausgezeichnet.
2014 veröffentlichte er eine erweiterte Version seiner Autobiografie, die 2015 auf Deutsch unter dem Titel True Crime erschien.

## Veröffentlichungen
- 2003: On the Brinks. (Autobiografie)
  - 2014: Erweiterte Neuauflage unter gleichem Titel
  - True Crime. Atrium Verlag; Zürich 2015; ISBN 978-3-85535-513-6 (dt. von Joachim Körber).
- 2003: Dark Souls.
- 2005: The Redemption Factory.
- 2006: The Darkness of Bones.

### Karl-Kane-Reihe
- 2008: Bloodstorm.
  - Die Bestien von Belfast. Atrium Verlag; Zürich 2013; ISBN 978-3-85535-510-5 (dt. von Joachim Körber).
- 2009: The Dark Place.
  - Die satten Toten. Atrium, Zürich 2013; ISBN 978-3-85535-511-2 (dt. von Joachim Körber).
- 2013: The Dead of Winter.
  - Die kalte Kralle. Atrium, Zürich 2014; ISBN 978-3-85535-512-9 (dt. von Joachim Körber).